# キングス・クロス・セント・パンクラス駅
キングス・クロス・セント・パンクラス駅（キングス・クロス・セント・パンクラスえき、英語: King's Cross St. Pancras station）は、ロンドン都心部にある駅である。ロンドン地下鉄の主要駅のひとつで、地下鉄6路線（ヴィクトリア線、ピカデリー線、ノーザン線、サークル線、ハマースミス&シティー線、メトロポリタン線）が乗り入れる。また、ナショナル・レールのキングス・クロス駅、セント・パンクラス駅とも接続し、市内でも最大の乗換駅となっている。運賃区分はトラベルカード・ゾーン1に含まれる。
なお「king's」の英米語での発音は/kɪŋz/であることから、発音に則した形でカタカナ表記すると「キングズ」となるが、慣用的に清音の「キングス」を用いる例が多い。

## 乗換駅
当駅はロンドン地下鉄で最大の乗換駅である。乗り換えができるのは以下の6路線と2つの駅となっている。
- ハマースミス&シティー線、サークル線、メトロポリタン線。ユーストン・スクエア駅とファリンドン駅の間に位置している。3路線は同じ線路をこの地区で使用している。
- ノーザン線バンク支線。ユーストン駅とエンジェル駅の間に位置している。
- ピカデリー線。ラッセル・スクウェア駅とカレドニアン・ロード駅の間に位置している。
- ヴィクトリア線。ユーストン駅とハイベリー&イズリントン駅の間に位置している。
- キングス・クロス駅。イースト・コースト本線で運行している長距離用都市間列車や、通勤や地域サービスを主とする列車が運行されている。次は駅はフィンズベリー・パーク駅。
- セント・パンクラス駅。ミッドランド本線で運行しているインターシティや、ユーロスターが運行している国際列車、ハイ・スピード1を経由する高速通勤列車、テムズリンクを経由する通勤列車が運行されている。

## 切符売り場
ハイ・スピード1の開業により乗客の往来が増加するため駅地下部分の大規模リモデリングを行った。拡張された当駅は現在、4つのエントランスがある。また、拡張工事は2009年11月に完了した。
- メインの切符売り場（チューブ・チケット・ホールと呼ばれている）はキングス・クロス駅の前にある。この切符売り場は改装と拡張を行った。また、ユーストン・ロード出口として案内されている。
- ペントンビル・ロード出口。以前はキングス・クロス・テムズリンク駅（英語版）用の切符売り場で、ピカデリー線とヴィクトリア線に連絡する地下通路を有していた。テムズリンク駅が廃止された後、ロンドン地下鉄へ引き継がれた。当出口は平日のみ営業をしている。また、テムズリンク用の切符売り場は残っている切符券売機によって永久閉鎖されている。
- ウェスタン切符売り場(Western Ticket Hall)はユーストン・ロード（英語版）に隣接しているセントパンクラス駅にある前庭の地下にある。セントパンクラスの地下室(undercroft)を経由してセントパンクラス駅へアクセス出来るよう、2006年5月28日にオープンした。
- ノーザン切符売り場(Northern Ticket Hall)はキングス・クロス駅8番線の西の地下にある新しいコンコースである。当切符売り場と各地下鉄路線への接続路は2009年11月29日にオープンした。リージェンツ・カナル出口として案内されている。

## バス路線
ロンドンバスの10、17、30、45、46、59、63、73、91、205、214、259、390、476系統と深夜バスのN63、N73、N91、N205系統が当駅から発着する。

## 隣の駅
ロンドン交通局
ロンドン地下鉄
■サークル線
ユーストン・スクエア駅 - キングス・クロス・セント・パンクラス駅 - ファリンドン駅
■ハマースミス&シティー線
ユーストン・スクエア駅 - キングス・クロス・セント・パンクラス駅 - ファリンドン駅
■メトロポリタン線
ユーストン・スクエア駅 - キングス・クロス・セント・パンクラス駅 - ファリンドン駅
■ノーザン線
バンク支線
ユーストン駅 - キングス・クロス・セント・パンクラス駅 - エンジェル駅
■ヴィクトリア線
ユーストン駅 - キングス・クロス・セント・パンクラス駅 - ハイベリー&イズリントン駅
■ピカデリー線
ラッセル・スクウェア駅 - キングス・クロス・セント・パンクラス駅 - カレドニアン・ロード駅

## ギャラリー

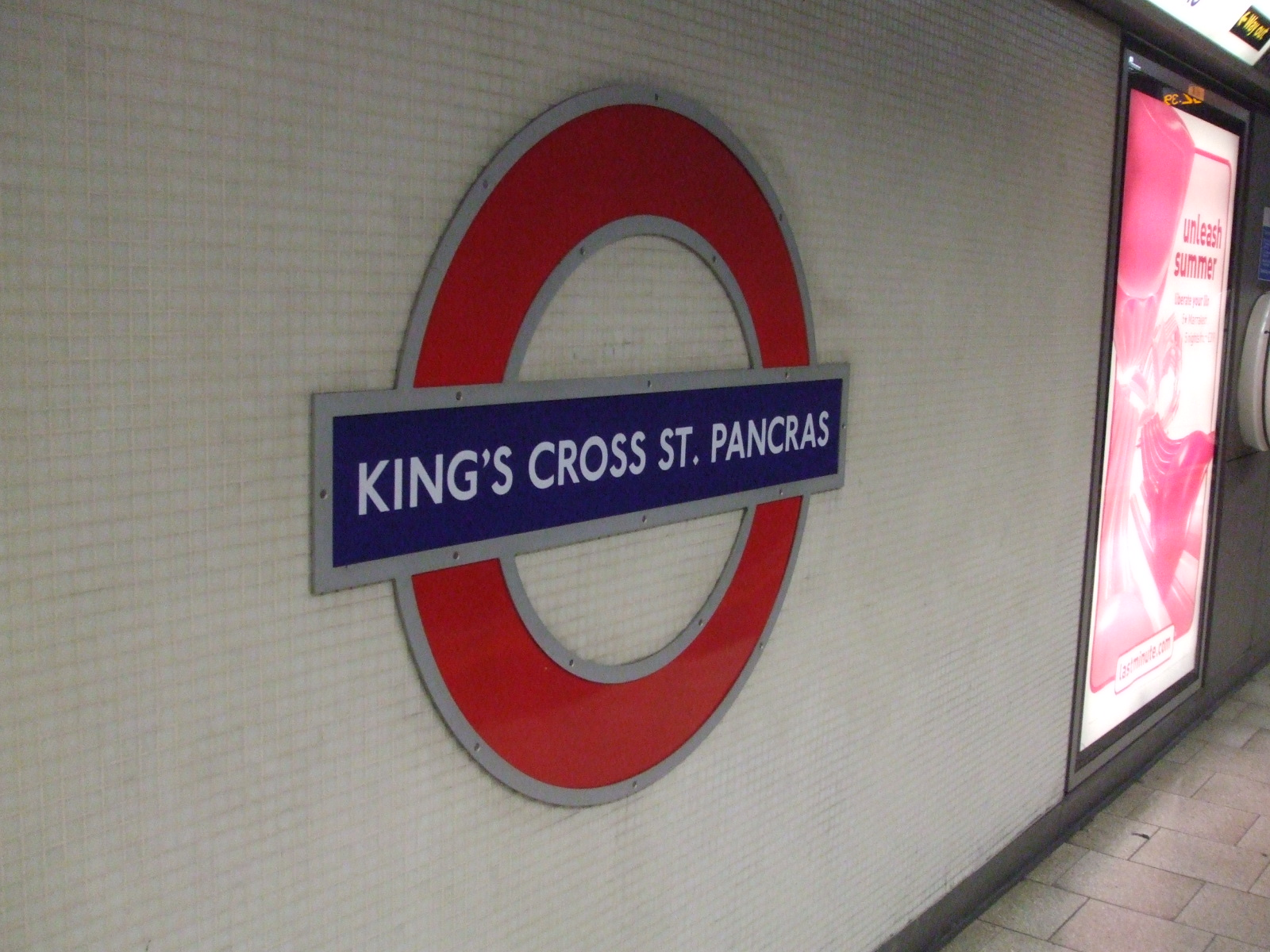
サークル線(時計回り)、メトロポリタン線、ハマースミス&シティー線ホームにあるマーク。
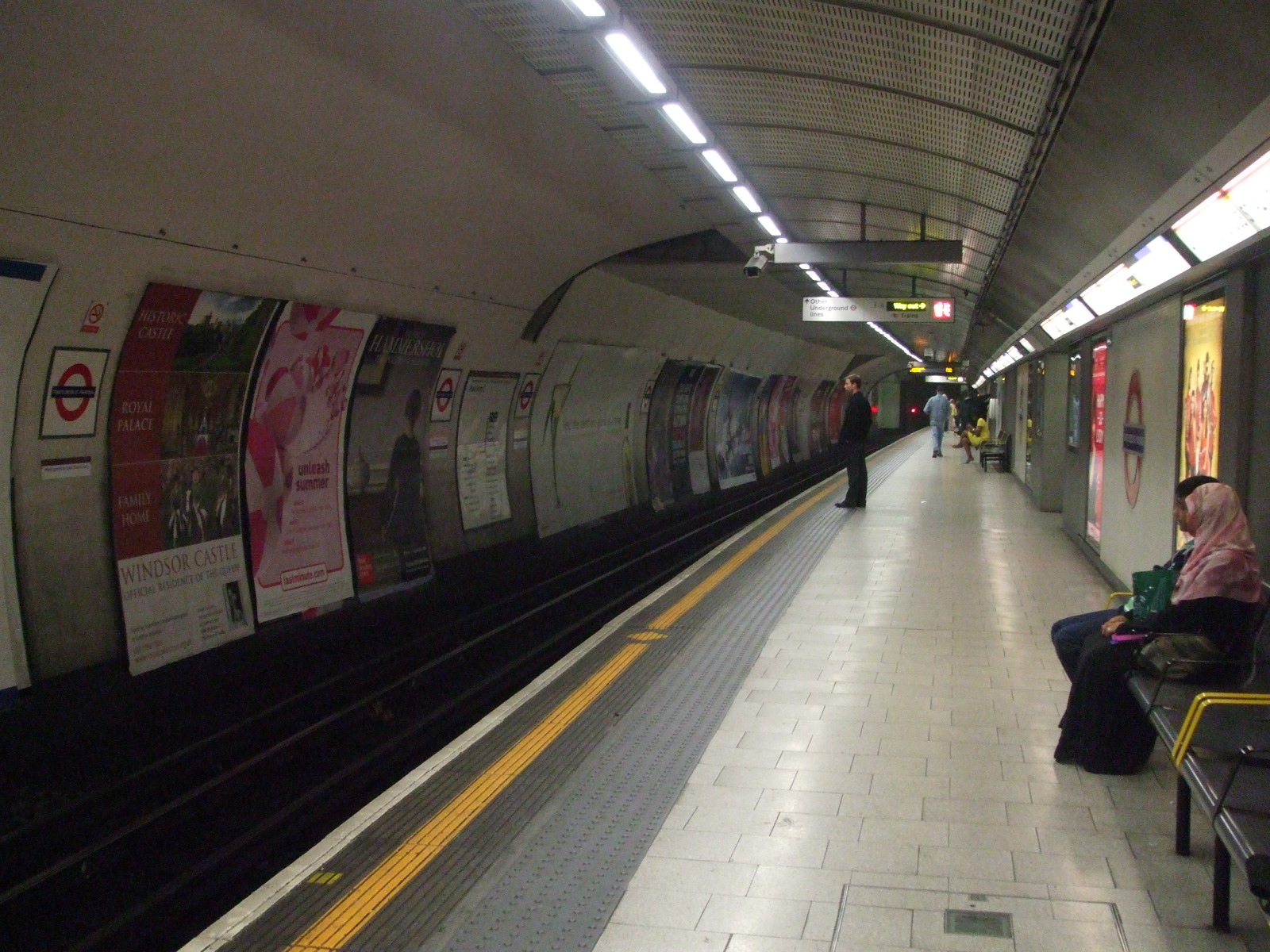
サークル線(時計回り)、メトロポリタン線、ハマースミス&シティー線のホームを時計回り方向から見た。
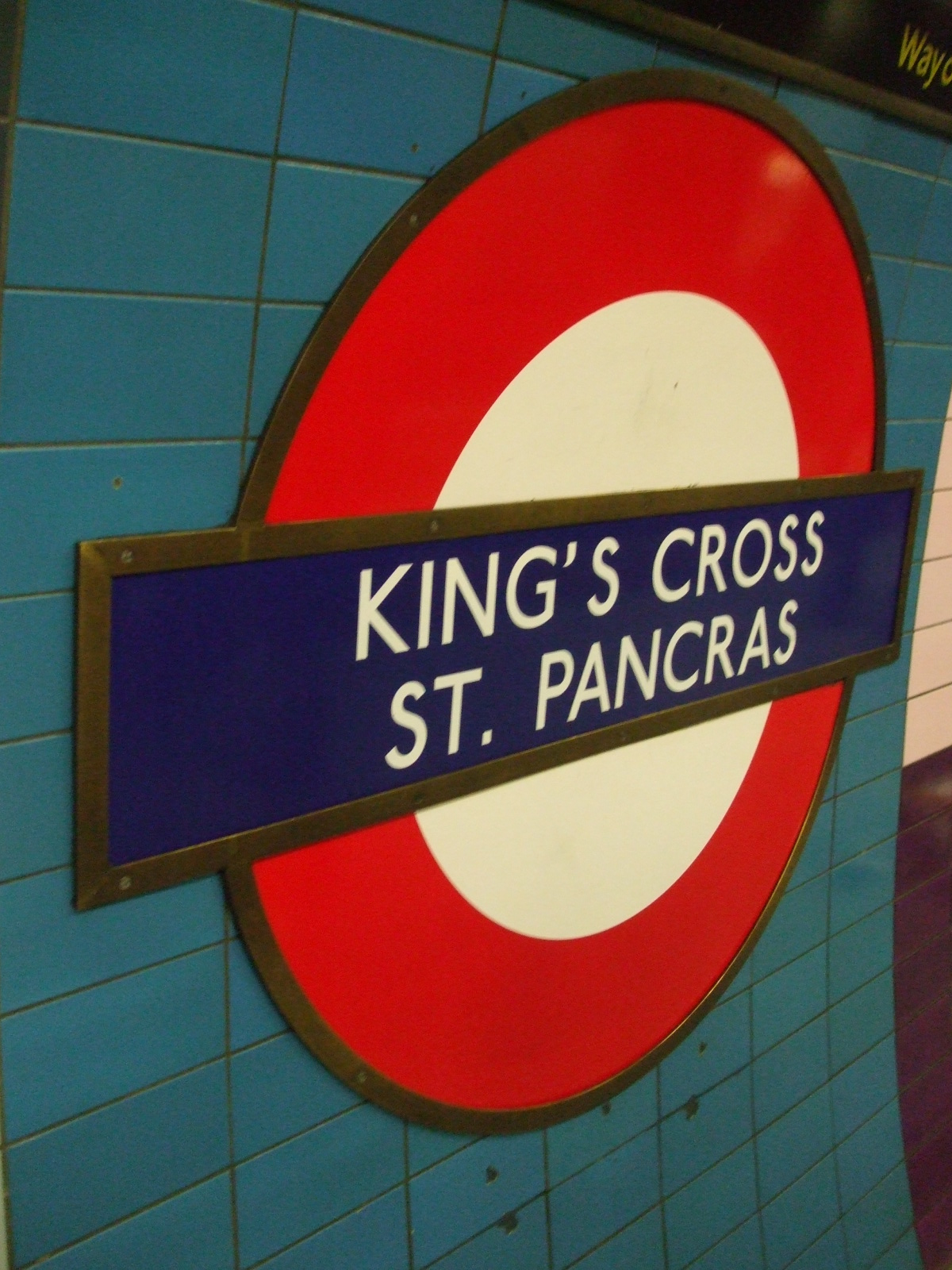
北行きのノーザン線ホームにあるマーク。
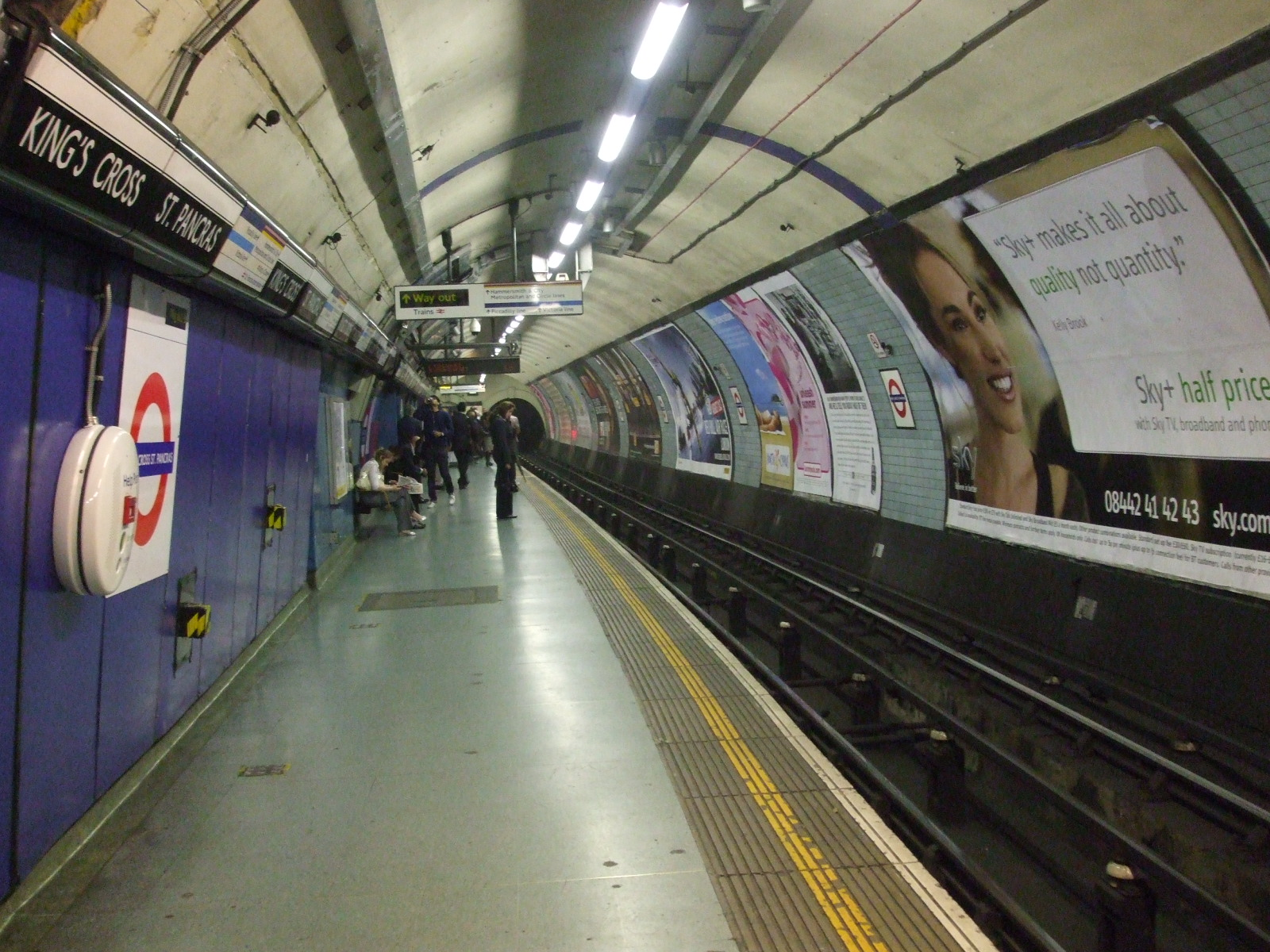
北行きのノーザン線のホームを南から見た。
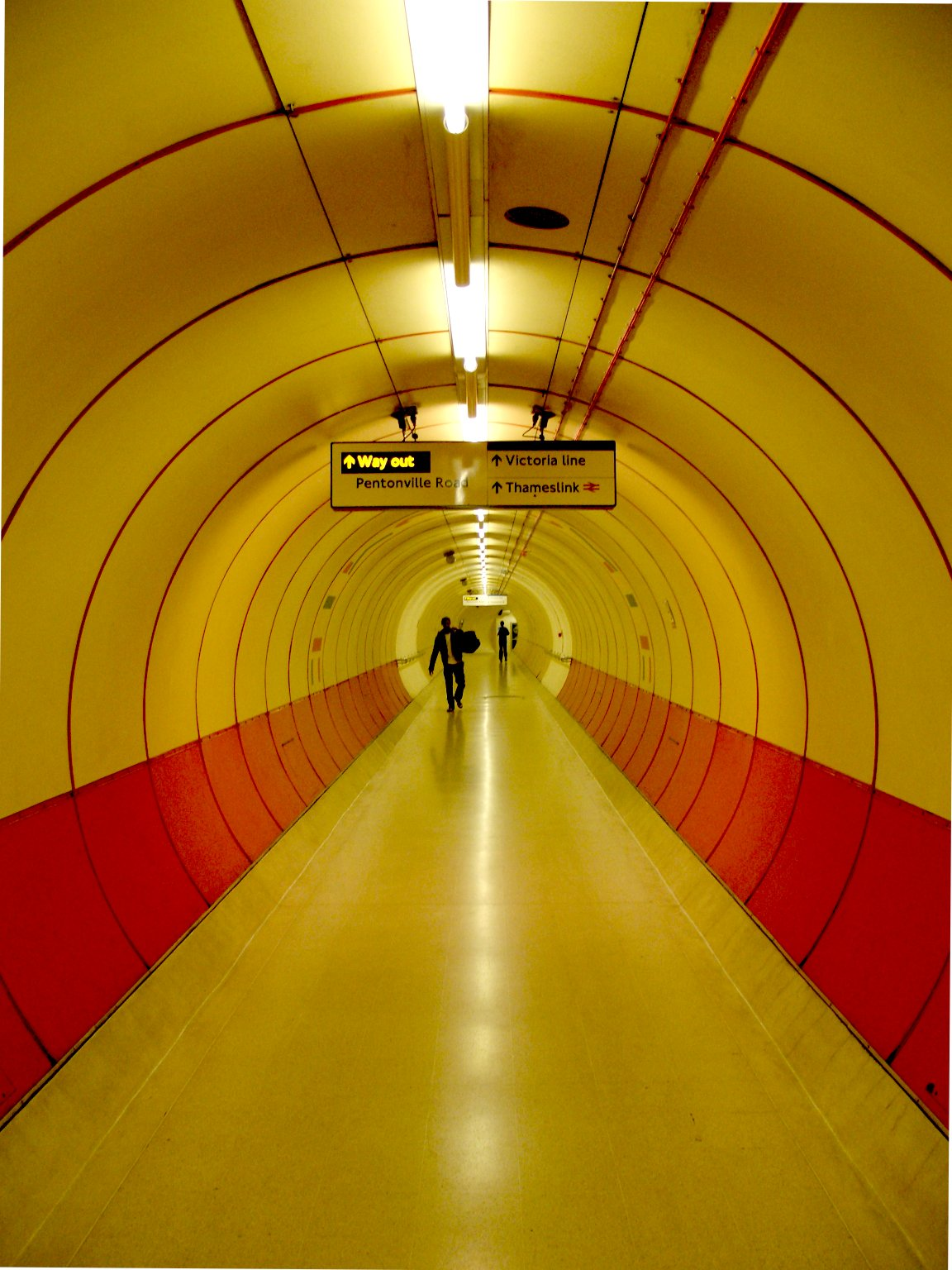
ペントンビル・ロード出口に通じるトンネル（以前はキングス・クロス・テムズリンク駅（英語版）のプラットホームに接続していた）